# هیو الساندرونی
هیو الساندرونی (انگلیسی: Hugh Alessandroni; ۱۵ ژانویهٔ ۱۹۰۸ – ۳۱ مارس ۱۹۸۹) ورزشکار شمشیربازی اهل ایالات متحده آمریکا بود.
وی در مسابقات کشوری و بین‌المللی در مجموع برندهٔ ۱ مدال برنز شده‌است.